# 三野郡
- 令制国一覧 > 南海道 > 讃岐国 > 三野郡
- 日本 > 四国地方 > 香川県 > 三野郡

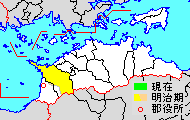
香川県三野郡の範囲（薄黄：後に他郡に編入された地域）

三野郡（みのぐん）は、香川県（讃岐国）にあった郡。

## 郡域
1878年（明治11年）に行政区画として発足した当時の郡域は、現在の行政区画では概ね以下の区域に相当する。
- 三豊市（山本町辻、山本町河内を除く）
- 観音寺市（後に豊田郡に編入された本大町）

## 歴史

### 古代

#### 郷
最初は高瀬郷、勝間郷、託間（詫間）郷、熊岡（比地）郷、本山郷、高野郷、大野郷から構成されたが、その後大野郷から分離して財田郷が成立した。

#### 式内社
『延喜式』神名帳に記される郡内の式内社。
| 神名帳           | 神名帳         | 神名帳 | 神名帳 | 比定社     | 比定社                 | 比定社     | 集成 |
| 社名             | 読み           | 格     | 付記   | 社名       | 所在地                 | 備考       | 集成 |
| ---------------- | -------------- | ------ | ------ | ---------- | ---------------------- | ---------- | ---- |
| 三野郡 1座（小） |                |        |        |            |                        |            |      |
| 大水上神社       | オホミツカミノ | 小     |        | 大水上神社 | 香川県三豊市高瀬町羽方 | 讃岐国二宮 |      |
| 凡例を表示       |                |        |        |            |                        |            |      |

### 近代
- 「旧高旧領取調帳」に記載されている明治初年時点での支配は以下の通り。幕府領は倉敷代官所が管轄。（37村）
  - 丸亀藩（32村） - 上高瀬村、下勝間村、上勝間村、佐股村、下麻村、上麻村、財田中村、財田西村[1]、大野村、本ノ大村、寺家村、上高野村、竹田村、笠岡村、新名村、比地中村、比地大村、比地村、下高野村、岡本村、仁尾村、大浜浦、箱浦、生里浦、粟島、志々島、詫間村、吉津村、下高瀬村、家浦、香田浦、積浦
  - 多度津藩（5村） - 神田村、財田上村、羽方村、松崎村、大見村
- 1871年（明治4年）
  - 2月5日 - 多度津藩が廃藩となり、領地が倉敷県の管轄となる。
  - 8月29日 - 廃藩置県により、藩領が丸亀県の管轄となる。
  - 11月15日 - 第1次府県統合により香川県（第1次）の管轄となる。
- 1873年（明治6年）2月20日 - 名東県の管轄となる。
- 1874年（明治7年） - 名東県第23大区となる。
- 1875年（明治8年）9月5日 - 香川県（第2次）の管轄となる。
- 1876年（明治9年）8月21日 - 第2次府県統合により愛媛県の管轄となる。同県第7大区となる。
- 1878年（明治11年）12月16日 - 郡区町村編制法の愛媛県での施行により、行政区画としての三野郡が発足。「豊田三野郡役所」が豊田郡観音寺村に設置され、豊田郡とともに管轄。
- 1888年（明治21年）12月3日 - 香川県（第3次）の管轄となる。

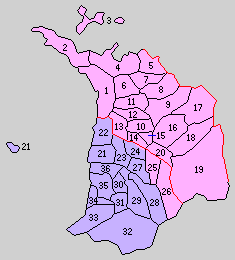
1.仁尾村 2.荘内村 3.粟島村 4.詫間村 5.大見村 6.吉津村 7.下高瀬村 8.上高瀬村 9.勝間村 10.笠田村 11.比地二村 12.比地大村 13.桑山村 14.本山村 15.上高野村 16.二ノ宮村 17.麻村 18.神田村 19.財田村 20.財田大野村（桃：三豊市。21 - 36は豊田郡）

- 1890年（明治23年）2月15日 - 町村制の香川県での施行により以下の町村が発足。本ノ大村の財田川以西は豊田郡一ノ谷村の合併に参加して郡より離脱。全域が現・三豊市。（20村）
  - 仁尾村 ← 仁尾村、家浦
  - 荘内村 ← 大浜浦、生里浦、箱浦、積浦
  - 粟島村 ← 粟島、志々島
  - 詫間村 ← 詫間村、香田浦、松崎村
  - 大見村、吉津村、下高瀬村（それぞれ単独村制）
  - 上高瀬村 ← 上高瀬村、新名村
  - 勝間村 ← 上勝間村、下勝間村
  - 笠田村 ← 笠岡村、竹田村
  - 比地二村 ← 比地村、比地中村
  - 比地大村（単独村制）
  - 桑山村 ← 岡本村、下高野村
  - 本山村 ← 寺家村、本ノ大村（財田川以東）
  - 上高野村（単独村制）
  - 二ノ宮村 ← 佐股村、羽方村
  - 麻村 ← 上麻村、下麻村
  - 神田村（単独村制）
  - 財田村 ← 財田上村、財田中村
  - 財田大野村 ← 大野村、財田西村
- 1899年（明治32年）4月1日 - 郡制の施行により三野郡・豊田郡の区域をもって三豊郡が発足。同日三野郡廃止。

## 行政
愛媛県豊田・三野郡長
| 代 | 氏名 | 就任年月日                 | 退任年月日                | 備考         |
| -- | ---- | -------------------------- | ------------------------- | ------------ |
| 1  |      | 明治11年（1878年）12月16日 |                           |              |
|    |      |                            | 明治21年（1888年）12月2日 | 香川県に移管 |

香川県豊田・三野郡長
| 代 | 氏名 | 就任年月日                | 退任年月日                | 備考                           |
| -- | ---- | ------------------------- | ------------------------- | ------------------------------ |
| 1  |      | 明治21年（1888年）12月3日 |                           |                                |
|    |      |                           | 明治32年（1899年）3月31日 | 豊田郡との合併により三野郡廃止 |